# El Cantante
El Cantante è un film del 2006 diretto da Leon Ichaso basato sulla vita del cantante Héctor Lavoe.

## Distribuzione
In Italia è andato in onda in chiaro su Rai Movie il 27 febbraio 2015, distribuito dalla Movie On Pictures and Entertainment di Enrico Pinocci.